# Gerald Hinteregger
Gerald Wilhelm Hinteregger (* 12. November 1928 in Weiz, Steiermark; † 17. Februar 2013) war ein österreichischer Diplomat.

## Leben
Gerald Hinteregger absolvierte umfangreiche Studien in Fremdsprachen, Musik, Philosophie und Recht in Graz und Wien, sowie in den Vereinigten Staaten, Paris und Turin. 1951 erhielt er einen Bachelor of Arts in International Studies an der University of Mississippi. An der Universität Graz wurde er zum Doktor der Philosophie promoviert und an der Universität Wien zum Doktor der Rechte.
1957 trat Hinteregger in den auswärtigen Dienst ein. Seine erste Tätigkeit führte ihn an die österreichische Botschaft in Moskau. Als er Anfang der 1960er nach Wien zurückkehrte, traf er erstmals auf Außenminister Bruno Kreisky. Dieser machte Hinteregger bald darauf zu einem persönlichen Sekretär. Ein Posten, den Hinteregger für dreieinhalb Jahre ausübte. Von 1965 bis 1970 war er Botschaftssekretär in Washington, D.C. Von 1970 bis 1975 leitete er als Kabinettschef das Büro der Außenminister Rudolf Kirchschläger und Erich Bielka. Von 1975 bis 1978 war er Botschafter in Madrid. Von 1978 bis 1981 war er Botschafter in Moskau. Von 1981 bis 1987 war er Generalsekretär im österreichischen Außenministerium. Von 1987 bis 1993 war er Exekutivsekretär der UN-Wirtschaftskommission für Europa.
2008 veröffentlichte er seine Memoiren.
Hinteregger starb am 17. Februar 2013 im Alter von 84 Jahren und wurde am 2. März 2013 am Hietzinger Friedhof (Gruppe 63, Reihe 3, Nr. 20) bestattet.

## Auszeichnungen (Auswahl)
- 1978: Großkreuz des Ordens de Isabel la Católica[7]
- 1984: Großkreuz des Ordens des Infanten Dom Henrique[8]
- 1984: Großes Silbernes Ehrenzeichen mit dem Stern für Verdienste um die Republik Österreich[9]
- 1994: Großes Silbernes Ehrenzeichen am Bande für Verdienste um die Republik Österreich[9]
- 1994:[10] Ehrendoktor der Wirtschaftsuniversität Bratislava[2]

## Veröffentlichungen
- Im Auftrag Österreichs – Gelebte Außenpolitik von Kreisky bis Mock. Amalthea Signum Verlag, 1. Auflage 2008, 364 Seiten. ISBN 978-3-85002-655-0